# Berenguer de Palou II
Berenguer de Palou II, in italiano Berengario, (XII secolo – 23 agosto 1241) è stato vescovo di Barcellona dal 1212 al 1241.
Fu uno dei principali sostenitori del re Giacomo I d'Aragona.

## Biografia
Berenguer de Palou II diventò canonico della cattedrale di Barcellona quando suo zio Berenguer de Palou I era vescovo di Barcellona (1200 - 1206).
Berenguer de Palou II fu consacrato egli stesso vescovo di Barcellona nel 1212.

### Regno di Pietro II
Nell'anno della sua elevazione episcopale, accompagnò Pietro il Cattolico nella crociata cattolica contro la dinastia musulmana degli Almohadi, che si concluse con la vittoria della battaglia di Las Navas de Tolosa.
Durante la crociata albigese contro i catari di Occitania, che mettevano in discussione il dominio del conte di Barcellona e del re d'Aragona Pietro il Cattolico sulle terre occitane, il vescovo Berenguer cercò di trovare un compromesso negoziando un matrimonio tra Pietro il Cattolico e la figlia di Filippo II di Francia. Questo negoziato fu interrotto dallo stesso papa Innocenzo III, che si rifiutò sia di annullare il precedente matrimonio di Pietro il Cattolico sia l'interdetto che aveva ordinato a Filippo II di Francia di ripudiare la sua seconda moglie.
Questa strategia non ebbe successo, quindi tentò negoziati diretti con Parigi; presiedette un colloquio all'ambasciata con Filippo II di Francia. Tuttavia, non fu raggiunto un accordo soddisfacente per entrambe le parti.
Dopo aver esaurito tutti gli sforzi diplomatici da parte di Berenguer de Palou, non ci fu altra scelta che optare per la strategia militare, un'opzione non desiderata da Pietro il Cattolico, perché perdere una crociata decretata dalla Chiesa comportava la scomunica e la perdita dei diritti sulle proprie terre. La guerra si concluse per la Corona d'Aragona con la fatidica battaglia di Muret (1213), in cui morì lo stesso re Pietro il Cattolico.

### Interregno e quinta Crociata
Nel 1219, partecipò alla quinta crociata contro Damietta in Egitto, contribuendo allo sforzo col 50 cavalieri e peones, e tentò senza successo di evitare la crociata contro i catari.

### Regno di Giacomo I
Durante la sua vita fu uno dei maggiori sostenitori di Giacomo I d'Aragona. Questa vicinanza si riflette nelle opere di Palau Aguilar di Barcellona, dove il vescovo Berenguer de Palou II viene rappresentato seduto alla destra del re Giacomo I, durante i consigli di guerra prima della conquista di Madina Mayurqa.
La sua personalità si riflette anche nella Cronaca del Re, il Libro di Feyts, che è uno dei protagonisti.
Nel 1225 partecipò con il nuovo re Giacomo I d'Aragona all'assedio del Castello di Peñíscola frustrati.
La sua collaborazione con il re Giacomo I si intensificò con la pianificazione della crociata contro Al-Mayurqa a Maiorca a cui partecipò con una coorte di 99 cavalieri e 1000 fanti.
Come premio ricevette 875 cavallerie e otto mulini, con cui diede vita alla Baronia dei Vescovi da Barcellona a Maiorca (Baronia di Pariatge o Baronia d'Andratx). Durante le operazioni contro la resistenza andalusa sull'isola, fu ferito e mutilato a un piede.
Nel 1238, partecipò alla conquista delle taifa di Valencia e Dénia. In ricompensa ottenne varie haciendas e la Signoria di Almonesir.

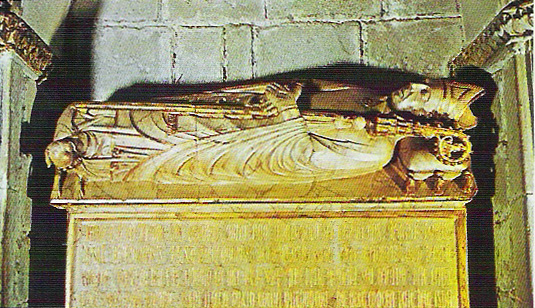
Sepolcro di Berenguer de Palou II, Cattedrale di Barcellona

Morì nel 1241. Il suo sepolcro si trova nella Cattedrale di Barcellona.

## Azione pastorale
Favorì la fondazione dell'Ordine Reale di Nostra Signora della Mercede della Redenzione degli Schiavi nel 1218, nonché l'istituzione dell'Ordine dei frati predicatori (con il Convento di Santa Caterina nel comune di Boria, nel 1219) e l'Ordine francescano (1232) nella città di Barcellona.
Nel 1237, contribuì a fondare il monastero di Santa Clara a Barcellona.